# Горизонты (серия фильмов)
«Горизонты: Американская сага» (англ. Horizon: An American Saga) или просто «Горизонты» — серия фильмов в жанре вестерн американского производства, снятых Кевином Костнером (он же сыграл главную роль). Первый фильм вышел на экраны 28 июня 2024 года, второй — в сентябре того же года. Съёмки третьей части начались в мае 2024 года.

## Сюжет
Действие фильмов происходит на американском Западе во второй половине XIX века, в течение 15 лет. Его герои — переселенцы с Востока, которым предстоит преодолеть далёкий путь, освоить новые земли, победить в противостоянии с индейцами.

## В ролях
- Кевин Костнер
- Сиенна Миллер
- Сэм Уортингтон
- Джейми Кэмпбелл Бауэр
- Люк Уилсон
- Томас Хейден Чёрч
- Джена Мэлоун
- Майкл Рукер
- Изабель Фурман
- Джефф Фейхи
- Том Пэйн
- Эбби Ли
- Тим Гуини
- Майкл Ангарано
- Колин Каннингем
- Скотт Хейз
- Ангус Макфадьен
- Дуглас Смит

## Производство
Проект был анонсирован в январе 2022 года. При этом известно, что Кевин Костнер много лет вынашивал план эпической картины об освоении американского Запада. Он стал режиссёром и исполнителем главной роли и продюсирует «Горизонты» через свою компанию Territory Pictures. В апреле 2022 года к проекту присоединились студии Warner Bros. и New Line. Сценарий «Горизонтов» написали Костнер и Джон Бейрд. Съёмки начались 29 августа 2022 года в штате Юта.
В процессе фильм превратился в франшизу. Первая часть вышла на экраны 28 июня 2024 года, вторая — 7 сентября того же года. В мае 2024 года начались съёмки третьей части. Известно, что Костнер планирует снять и четвёртую часть.